# Frank Corrado
Francesco „Frank“ Corrado (* 26. März 1993 in Toronto, Ontario) ist ein ehemaliger kanadischer Eishockeyspieler, der im Verlauf seiner aktiven Karriere zwischen 2009 und 2021 unter anderem 80 Spiele für die Vancouver Canucks, Toronto Maple Leafs und Pittsburgh Penguins in der National Hockey League (NHL) auf der Position des Verteidigers bestritten hat. Darüber hinaus absolvierte Corrado über 270 weitere Partien in der American Hockey League (AHL).

## Karriere
Corrado verbrachte seine Juniorenzeit bei den Sudbury Wolves in der Ontario Hockey League. Dort spielte er zwischen 2009 und 2013 in 285 Partien, in denen er 118 Scorerpunkte sammelte. Während dieser Zeit wurde er im NHL Entry Draft 2011 in der fünften Runde an 150. Stelle von den Vancouver Canucks aus der National Hockey League ausgewählt. Die Canucks nahmen ihn noch im September 2011 unter Vertrag, beließen ihn aber für die beiden folgenden Jahre weiterhin in der OHL. Im Verlauf der Spielzeit 2012/13 wechselte er dort im Januar ligaintern zum Titelanwärter Kitchener Rangers.
Nachdem der Verteidiger bereits am Ende der Saison 2011/12 erste Erfahrungen im Profibereich bei Vancouvers Farmteam, den Chicago Wolves aus der American Hockey League, gesammelt hatte, wurde er nach dem Ausscheiden der Rangers aus den Play-offs auch im restlichen Verlauf des Spieljahres 2012/13 in Chicago eingesetzt. Zudem feierte er auch sein NHL-Debüt für Vancouver. Zur Saison 2012/13 war Corrado fester Bestandteil des neuen Kooperationspartners Utica Comets, fand sich aber auch immer wieder im NHL-Aufgebot der Canucks wieder. Selbiges wiederholte sich im folgenden Spieljahr, sodass er im Frühjahr 2015 insgesamt 28 NHL-Partien bestritten hatte.
Nach der Vorbereitung auf die Saison 2015/16 versuchten die Vancouver Canucks den Abwehrspieler über die Waiver-Liste erneut in die AHL zu schicken. Allerdings sicherten sich die Toronto Maple Leafs die Dienste Corrados, womit dieser in seine Geburtsstadt zurückkehrte. Bei den Leafs absolvierte er – neben einigen Einsätzen für die Toronto Marlies in der AHL – 39 Saisonspiele. In der Saison 2016/17 stand Corrado zumeist als siebter Verteidiger im Kader Torontos und wurde nur selten eingesetzt. Zudem kritisierte der Verteidiger seinen Trainer Mike Babcock aufgrund der wenigen Einsätze öffentlich, wodurch er Anfang Februar über den Waiver in die AHL geschickt wurde. Schließlich wurde Corrado zur Trade Deadline am 1. März 2017 an die Pittsburgh Penguins abgegeben, wobei die Maple Leafs im Gegenzug Eric Fehr, Steven Oleksy sowie ein Viertrunden-Wahlrecht für den NHL Entry Draft 2017 erhielten.
Nach der Saison 2017/18 wurde sein auslaufender Vertrag in Pittsburgh nicht verlängert, sodass er sich seit Juli 2018 als Free Agent auf der Suche nach einem neuen Arbeitgeber befand. Diesen fand er im Oktober 2018, indem der Verteidiger zu den Toronto Marlies zurückkehrte und bei diesen einen auf die AHL beschränkten Vertrag unterzeichnete. Dieser wurde im Sommer 2019 nicht verlängert. Im Oktober 2019 wurde Corrado von den Belleville Senators aus der AHL auf Probe verpflichtet, woraus im Dezember 2019 ein festes Engagement wurde. Dies erfüllte der Kanadier und wechselte im Juni 2020 erstmals nach Europa, als er sich MODO Hockey aus der zweitklassigen schwedischen HockeyAllsvenskan anschloss. Ein Jahr später erhielt er einen Vertrag von Dinamo Riga aus der Kontinentalen Hockey-Liga (KHL), jedoch trennten sich die Parteien bereits im November 2021 vorzeitig. Corrado trat danach nicht mehr sportlich in Erscheinung.

## Karrierestatistik
(Legende zur Spielerstatistik: Sp oder GP = absolvierte Spiele; T oder G = erzielte Tore; V oder A = erzielte Assists; Pkt oder Pts = erzielte Scorerpunkte; SM oder PIM = erhaltene Strafminuten; +/− = Plus/Minus-Bilanz; PP = erzielte Überzahltore; SH = erzielte Unterzahltore; GW = erzielte Siegtore; 1 Play-downs/Relegation; Kursiv: Statistik nicht vollständig)